# کامرون فینلی
کامرون فینلی (انگلیسی: Cameron Finley؛ زادهٔ ۳۰ اوت ۱۹۸۷) یک هنرپیشه اهل ایالات متحده آمریکا است.
از فیلم‌های معروف او می‌توان به امید شناور اشاره کرد.